# Cchaj Lun
Cchaj Lun (čínsky pchin-jinem Cài Lún, znaky zjednodušené 蔡伦, tradiční 蔡倫, asi 50, Kuej-jang, Chu-nan – 121) byl vysoký čínský úředník a ministr, který je v čínské tradici považován za vynálezce papíru.
Cchaj Lun byl eunuch, který vstoupil do služeb císařského paláce v roce 75. Roku 89 se stal hlavním eunuchem a ministrem orby pod císařem Che z dynastie Chan (vládl 88–105/106). Kolem roku 105 Cchaj pojal myšlenku vytvoření listů papíru z macerované kůry stromů, konopného odpadu, starých hadrů a rybářských sítí. Ukázalo se, že takto získaný papír se mnohem více hodil na psaní než tkanina z čistého hedvábí, která se k tomuto účelu do té doby v Číně užívala. Navíc výroba byla méně nákladná. Císař byl z objevu nadšen a Cchaj Lun za odměnu získal šlechtický titul. Nakonec se však stal obětí palácových intrik a spáchal sebevraždu vypitím číše jedu.
Existují nicméně autoři, kteří upozorňují, že papír patrně vynalezl ve skutečnosti někdo z poddaných a vynález byl Cchaj Lunovi jako vysokému úředníkovi jen připsán, jak bylo v té době obvyklé.
Způsob výroby papíru prý zdokonalil Cchajův žák Cuo Po a papír se v jeho době rychle rozšířil po celé Číně. Ve 3. století se užíval již běžně. Kolem 7. století pronikl do Koreje a Japonska. Až ve 12. století se dostal do Evropy, Cchajovo jméno zde však zůstávalo dlouho neznámé.